# 7. østlige længdekreds
Den 7. østlige længdekreds (eller 7 grader østlig længde) er en længdekreds, der ligger 7 grader øst for nulmeridianen. Den løber gennem Ishavet, Atlanterhavet, Europa, Afrika, det Sydlige Ishav og Antarktis.